# Łuk Zjednoczenia
Łuk Zjednoczenia (kor. 공식명칭, nazwa potoczna; oficjalnie: Pomnik Trzypunktowej Karty Zjednoczenia Narodowego, kor. 조국통일3대헌장기념탑공식명칭) – pomnik w kształcie łuku na cześć zjednoczenia Korei, odsłonięty w 2001 roku nad ulicą T'ongil w dzielnicy Rangnang w Pjongjangu w Korei Północnej na drodze z tego miasta do Kaesŏngu. 
Budowa pomnika rozpoczęła się w 1999 roku, a jego odsłonięcie nastąpiło w sierpniu 2001 roku, aby upamiętnić propozycje zjednoczenia Korei przedstawione przez przywódcę Korei Północnej Kim Il Sunga w 1972 roku (tzw. Trzypunktowa Karta Zjednoczenia Narodowego ze Wspólnego Oświadczenia Południe – Północ z 4 lipca). Został zburzony w styczniu 2024 roku na rozkaz jego wnuka, Kim Dzong Una, który pod koniec 2023 roku ogłosił, że wyklucza możliwość zjednoczenia z Koreą Południową.
Pomnik przedstawiał dwie kobiety noszące hanbok, stojące naprzeciwko siebie z rękoma ku górze, trzymające mapę obydwu Korei. Pod nią znajdował się napis: “Trzy Karty” co symbolizowało plany Kim Il Sunga. Szerokość Łuku Zjednoczenia, wynosząca 61,5 m, nawiązywała do Wspólnej Deklaracji Północ-Południe z 15 czerwca 2000 roku, a jego wysokość, wynosząca 30 metrów, do Trzech Kart. 